# ذي جودلة (السدة)

تعديل مصدري - تعديل

ذي جودلة محلة تابعة لقرية ذي عملان، التابعة لعزلة بني العثمانيين بمديرية السدة إحدى مديريات محافظة إب في الجمهورية اليمنية.، بلغ تعداد سكانها 20 حسب تعداد اليمن لعام 2004.